# Sara Wikman
Sara Wikman, född 16 november 1978 i Kramfors, Ångermanland, är en svensk författare.
Wikman växte upp i Ångermanland men bor i ett kollektiv utanför Umeå. Har arbetat bland annat inom hemtjänsten och på ett boende för flyktingar. Systern Hanna Wikman är också författare.
Sara Wikman debuterade 2013 med romanen Följa med på Ord & Visor förlag, efter att ha vunnit andra pris i kortromantävlingen Liv i Västerbotten. Boken utspelar sig till stor del i Vilhelmina.  År 2015 gav hon på samma förslag ut ungdomsboken Jag vill inte möta världen i tårar, som utspelar sig i Kramfors.

## Referenslista
1. ↑  ”hitta.se”. https://www.hitta.se/sara+wikman/tavelsj%C3%B6/person/0zl_XHHHHb. Läst 12 mars 2017.
2. ↑  ”Ord & Visor förlag”. Arkiverad från originalet den 4 april 2017. https://web.archive.org/web/20170404044001/http://www.ordvisor.com/shopping/product_details.php?id=2&product_id=635. Läst 12 mars 2017.
3. ↑  ”Ord & Visor förlag”. Arkiverad från originalet den 3 augusti 2016. https://web.archive.org/web/20160803050551/http://ordvisor.com/shopping/product_details.php?product_id=636. Läst 12 januari 2017.
4. ↑  ”Ord & Visor förlag”. Arkiverad från originalet den 3 augusti 2016. https://web.archive.org/web/20160803050218/http://ordvisor.com/shopping/product_details.php?product_id=667. Läst 12 januari 2017.